# Coenonympha brayi
Coenonympha brayi är en fjärilsart som beskrevs av Lambert-Joseph-Louis Lambillion 1909. Coenonympha brayi ingår i släktet Coenonympha och familjen praktfjärilar. Inga underarter finns listade i Catalogue of Life.